# Trichaea caerulealis
Trichaea caerulealis là một loài bướm đêm trong họ Crambidae.